# يما قورايا
يما قورايا (بالإنجليزية: Yemma Gouraya)‏ هو جبل يطل على مدينة بجاية في الجزائر، يبلغ ارتفاعه حوالي 660 متر.
كما يعتقد في مدينة بجاية التي تقع في شمال الجزائر انها حارسة بجاية وتعد من أهم مناطق عبور الدخول إلى مدينة بجاية السياحية لا سيما في فترة الصيف، إنه ميناء المسافرين مطار عبان رمضان، بالإضافة إلى العديد من البوابات التاريخية على غرار باب البحر الذي ولج منه القراصنة الإسبان وباب سراري الذي طرد منه الفرنسيون وكذا باب الفوقة. أول ما تطأ قدماك حدود مدينة بجاية على بعد 260 كلم شمال شرق العاصمة تقابلك زرقة مياه هي أصفى من ماء العين وخضرة جبل قورايا والذي صنف كحامي للمدينة من رياح الشمال، والجميل في المنظر قمة الجبل وهي ما أطلق عليها قمة يما قورايا، ذلك الجسد الذي يمثل امرأة تمد أرجلها، هذه القمة التي طالما يسمع عنها أبناء المنطقة حكايات وقصصا هي أقرب منها للخيال، قمة لها رابطة قوية بينها وبين بجاية السياحية، وغدت عنوانا لفنانين تغنوا بها. قمة «يما قورايا»... حارسة بجاية
احتضنت مدينة بجاية أسطورة لطالما حيرت التاريخ، أسطورة يما قورايا والتي عجز الكثيرون عن إيجاد تغيير شاف لها، ولما سألنا عن اسمها هناك من قال«أنها امرأة حسناء البهية منحت خاصيتها واسمها بالسر للصخور المحيطة بها..»، تقع قمة قورايا
على ارتفاع 67 متر نحو الأعلى والتي لا تزال متحدية رغم كل ما مرت به من تغيرات وتأثيرات، كانت من الممكن أن تكون سببا في إزالتها عن خريطة بجاية،  بقي اسمها، اسم معلوم ليس فقط بمنطقة القبائل بل بجميع مناطق الجزائر يتداول حكايتها بين جميع الأجيال.
وتعرف قمة قورايا توافد العديد من العائلات عليها سواء في فصل الصيف أو في الشتاء الذي يتميز هناك ببرودة قاسية، ومع ذلك هناك من يتكبد مشقة السير على الأقدام عبر مسالك وعرة من أجل ملامسة قورايا الأسطورة التي هناك من وصفها بالمرأة الصالحة العابدة، وقال آخرون إنها محاربة شجاعة ثارت ضد الذل والقهر، وبين كل هذه الأوصاف أطلقوا عليها لقب «حارسة المدينة» فغدت بعض الإحصائيات، تصنفها ضمن أكثر المناطق زيارة في الجزائر كافة. خارج ذلك يذهب البعض إلى أن علاقة «يما قورايا» مع أهل بجاية لا تعدو أن تكون علاقة ولي صالح بأهالي المنطقة كما هو عليه الحال في سائر المدن الأخرى التي لا تزال متمسكة بأوليائها مثل سيدي بومدين في تلمسان وسيدي الهواري في وهران وسيدي عبد الرحمن في العاصمة.
وأهم ما يلفت النظر حين زيارة مقام «يما قورايا»، هو غياب القبة المألوفة الموجودة في جميع أضرحة الأولياء الصالحين، كما أنه لا يوجد ضريح بالقبة أو قبر لامرأة قورايا، وبالرغم من هذا لا يزال الكثيرون يتوافدون على الجبل، للوصول إلى ساحة المقام المفترشة بزراب وحصائر يتقدم بها الزائرون في شكل هبة للمقام، والمدهش في حكاية يما قورايا أنه إلى يومنا لم يجد الباحثون والمؤرخون لهذه الأسطورة بابا في التاريخ القديم الذي كان يحكي مسار أعمالها وبطولاتها إلا القليل في الكتب الفرنسية، والتي تقول أن «يما قورايا» حاربت في وقت بعيد "العدو الصليبي المسيحي".